# C.C. Møller (skolelærer)
 For alternative betydninger, se C.C. Møller. (Se også artikler, som begynder med C.C. Møller)
Christian Caspar Møller (født 20. august 1815 i Hving Mølle i Astrup Sogn vest for Hjørring, død 27. august 1889 i Astrup) var en dansk skolelærer og politiker.
Møller var uddannet på Snedsted Seminarium i 1834. Han var skolelærer i Astrup ved Hjørring fra 1837 til 1883 og blev boende i byen til sin død i 1889.
Han var medlem af Folketinget valgt i Hjørring Amts 3. valgkreds (Hjørringkredsen) fra 4. august 1852 til 26. februar 1853. Møller var opstillet i flere folketingsvalg både før og efter, men blev kun valgt ved valget i 1852.